# Солонцы (Кантемировский район)
Солонцы — хутор в Кантемировском районе Воронежской области России.
Входит в состав Михайловского сельского поселения.

## География

### Улицы
- ул. Садовая.